# 魅影驚心
《魅影驚心》（英語：Manos: The Hands of Fate）是一部1966年美國獨立恐怖片，由哈洛·P·華倫（Harold P. Warren）執導、監製兼編劇，並與湯姆·內曼（Tom Neyman）、約翰·雷諾茲及黛安·瑪麗（Diane Mahree）共同擔任主演。電影講述進行公路假期旅行的一家人在德克薩斯州沙漠中迷路，並受困於「主人」持有的邪教小屋中。
華倫是來自德克薩斯州艾爾帕索的保險及化肥推銷員，因與編劇斯特林·西利芬特打賭而製作了本片。電影其餘的大多數演員和工作人員幾乎或根本沒有電影製作背景。《魅影驚心》1966年11月15日在艾爾帕索當地的卡普里劇院首映，但反響不佳，導致電影除了卡普里劇院外，僅在西德克薩斯和新墨西哥州的幾家汽車戲院放映。
《魅影驚心》發行後多年來默默無聞，直到1993年出現在B級片嘲笑節目《神秘科學影院3000》（簡稱）的一集中。本片就此奠定了史上最差電影的邪典聲譽。《魅影驚心》的批評點包括剪輯、連貫、視聽同步、節奏、表演等方面不斷存在缺陷，以及一些令人費解且脫節的場景，例如一對無名情侶在車上反復接吻，還有主人妻子們打起來的場面。在的推廣下，《魅影驚心》原片發行了的多張DVD，更以電影為主題推出了三集。2011年，原版的16釐米工作毛片被人在加利福尼亞州發現；2015年10月13日，突觸電影發行了全新重製的藍光版本。
《魅影驚心》之後還推出了前傳電影《馬諾斯：托戈的崛起》（Manos: The Rise of Torgo，2018年）和續集《馬諾斯歸來》（2018年）。

## 劇情
麥可、瑪格麗特及其女兒黛比和小狗佩皮開車行經德克薩斯州艾爾帕索附近，打算穿過沙漠到山谷小屋（Valley Lodge）度假。他們一度因尾燈壞了而被當地警員攔下，但警方放過了他們。麥可將車開到一處荒漠來回尋找目的地，瑪格麗特堅稱他們迷路，一對在車裡接吻的年輕男女也對駛向死路的他們感到困惑。一家人終於到達了一間房子，看門人托戈聲稱「主人」不在時由他做主，並否認這附近有所謂的山谷小屋。麥可感到沮喪並不顧瑪格麗特的反對，請托戈讓一家人留下來過夜，托戈也不建議這麼做，但仍幫忙提行李進屋。

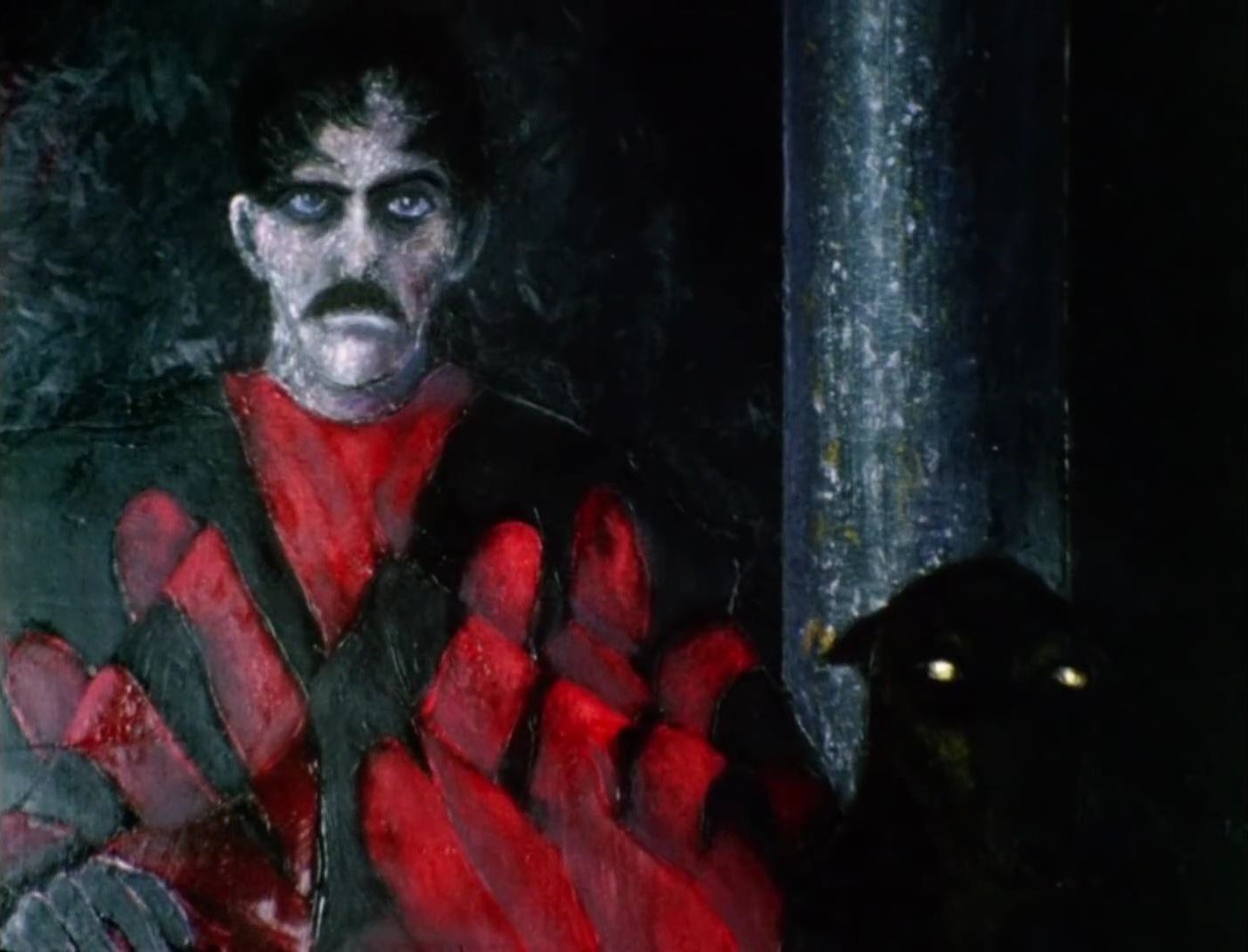
主人（The Master）的畫作

在房子裡，麥可和瑪格麗特發現了一幅令人不安的主人畫作——面容惡毒的男人和一隻眼睛發光的黑狗。一聲不祥的嚎叫嚇壞了瑪格麗特，佩皮掙脫黛比跑到外面。麥可用車上的手電筒和左輪手槍進行調查，發現佩皮已倒在地上死去。麥可把狗埋在沙漠裡，然後回到了房子。同時，托戈突然對瑪格麗特產生了興趣，想留住她，這違背了主人娶她為妻的願望。瑪格麗特排斥托戈，威脅要告訴麥可，但托戈承諾保護她的安全，瑪格麗特才放棄說出此事。一家人打算離開，但麥可無法發動汽車。托戈表示屋內沒有電話，所以一家人不情願地決定留下來過夜。
托戈仍不放棄瑪格麗特，偷偷看著她換衣服。麥可和瑪格麗特發現黛比自己跑掉，等她出現時手裡牽著畫中的大黑狗。跟著黛比走，麥可和瑪格麗特偶然來到一處空間，發現了主人及其妻子們正在熊熊燃燒的火堆旁睡覺。瑪格麗特和黛比跑回屋裡拿東西並逃跑；麥可跑到主人身後時，托戈出現並用一根棍子把他打倒，然後綁在一根柱子上。主人醒來並喚醒六名妻子，稱必須將麥可獻祭給他們侍奉的神「馬諾斯」（Manos），而瑪格麗特和黛比將成為他的新妻子。
主人離開後，妻子們爭論還是孩子的黛比是否應該成為妻子或被獻祭，並演變成一場爭鬥，六人扭打成一團。主人回來並終止了鬥毆，決定獻祭背叛自己的托戈和第一任妻子。同時，麥可醒來並解開身上的繩子，回到家裡去接瑪格麗特和黛比。一家人離開房子，跑進沙漠逃跑。主人將托戈帶到祭壇，命令妻子們殺死他。兩名妻子襲擊了托戈，導致他倒在地上死去；但主人喚醒了他，並將他的左手燃燒並斷裂，托戈帶著熊熊燃燒的手腕逃入黑暗之中。接著，主人無視言語汙辱，獻祭了第一任妻子。
當麥可、瑪格麗特和黛比穿越沙漠時，瑪格麗特摔倒而難以走遠。一條響尾蛇出現在他們面前，麥可朝牠開槍，槍聲引起巡邏員警的注意，但他們認為這只是從墨西哥那頭所傳來。瑪格麗特說服麥可，邪教成員們都跑出來找他們，因此房子反而安全。當一家人回到房子時，只見主人牽著狗在此等候，麥可朝對方開槍，但主人毫髮無傷並緩緩走向他們。
最後，另一對旅人：兩名女子在暴風雨中開車尋找庇護，同樣來到主人的房子。此時，換成著魔的麥可接替了托戈，出來迎接她們。與此同時，瑪格麗特和黛比已成為了主人的妻子，同樣陷入了沉睡。

## 演員

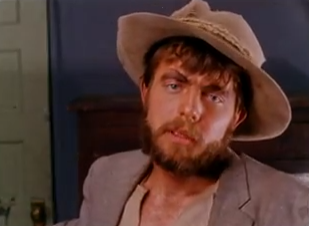
由約翰·雷諾茲（John Reynolds）飾演的托戈（Torgo）

- 湯姆·內曼（Tom Neyman）[12]飾演主人
- 約翰·雷諾茲[12]飾演托戈
- 黛安·瑪麗（Diane Mahree）[12]飾演瑪格麗特（Margaret）
- 哈洛·P·華倫（Harold P. Warren）[12]飾演麥可（Michael）
- 潔姬·內曼（Jackey Neyman）[12]飾演黛比（Debbie）

此外，史蒂芬妮·尼爾森（Stephanie Nielson）、雪莉·普羅克特（Sherry Proctor）、羅賓·雷德（Robin Redd）、派特·科伯恩（Pat Coburn）、貝蒂·伯恩斯（Bettie Burns）和派特·蘇利文（Pat Sullivan）飾演主人的妻子；伯尼·羅森布魯姆（Bernie Rosenblum）和喬伊斯·莫勒（Joyce Molleur）飾演車裡的年輕男女；威廉·布萊恩·詹寧斯（William Bryan Jennings）和喬治·卡文德（George Cavender）飾演巡邏員警；潔·霍爾（Jay Hall）和勒萊恩·漢薩德（Lelaine Hansard）飾演敞篷車裡的女子。

## 製作
哈洛·P·華倫（Harold P. Warren）是來自德克薩斯州艾爾帕索的保險及化肥推銷員，但也在戲劇界非常活躍，曾在電視劇《66號公路》中跑龍套，並在此結識了編劇斯特林·西利芬特。華倫在當地一家咖啡館與西利芬特聊天時，聲稱製作一部恐怖片並不難，並與對方打賭自己能製作一整部電影。下注後，華倫在咖啡店內的餐巾紙上寫下了劇本的首份大綱。華倫為電影自掏腰包了全部但不多的資金，即19,000美元（相等於2024年的184,000美元）。他從當地一家劇院聘請了一群演員（其中許多人以前曾與他合作過），還找上一家模特兒經紀公司合作。演員和工作人員未拿任何工資，華倫承諾向他們分享利潤。
1966年中期，本片以《罪孽小屋》（The Lodge of Sins）和《命運之指》（Fingers of Fate）為暫定名開始拍攝。電影主要在柯伯特·科德威爾（Colbert Coldwell）的牧場拍攝；科德威爾是律師，與華倫共用一間辦公室，後來成為厄爾巴索縣的法官。大多數的拍片設備皆是租借而來，令華倫趕緊在租借截止日期之前最大限度地增加拍攝次數。16釐米貝靈巧攝影機可拍攝長達32秒的鏡頭，但採用手工上底片帶，造成了許多未解決的剪輯問題。所有音效和對話都沒有使用現場錄音，而是由少數人在後期製作中配音，其中包括華倫、湯姆·內曼（Tom Neyman）、約翰·雷諾茲、威廉·布萊恩·詹寧斯（William Bryan Jennings）和華倫之妻諾瑪（Norma）。後來在製作過程中，華倫將本片重新命名為《魅影驚心》（Manos: The Hands of Fate）。華倫的小團隊對對其業餘及暴躁感到非常困惑，以至於他們在背地裡嘲笑本片為《芒果：水果罐頭》（Mangos: The Cans of Fruit）。
華倫在拍攝過程中認為，讓黛安·瑪麗（Diane Mahree）扮演德克薩斯州選美皇后將為自己的電影帶來良好的宣傳，於是為她簽下參加西德克薩斯的地區選美比賽，該選美比賽後來將成為德克薩斯小姐，然後參加美國小姐選美比賽，但他沒有告訴她這件事，直到她被接受為參賽者。瑪麗答應並以決賽選手身份出現在舞台上。她後來聲稱，華倫在拍攝托戈在向她示愛之前偷看窗戶的場景時，敦促瑪麗脫掉上衣，但當她拒絕時，華倫很快反悔並聲稱這項建議只是測試。華倫與模特兒經紀公司簽約，獲得女演員以扮演主人妻子們，其中包括喬伊斯·莫勒（Joyce Molleur）。莫勒在拍攝初期就摔斷了腳，所以華倫透過重寫劇本來保留她，改讓莫勒飾演在車內與男友接吻的年輕女子，但他們似乎與主線劇情無關。

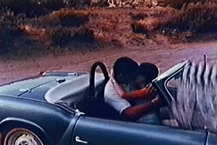
在電影幾幀中暫時可見後製未能刪除的場記板

許多演員和工作人員白天也有工作，導致華倫只能逐夜拍攝。在許多夜景中，燈光吸引了成群的飛蛾出現在鏡頭前。在警方調查麥可（Michael）槍擊的場景中，燈光只能覆蓋前方幾英尺，所以警察站在原地假裝搜查然後離開，沒有拍攝前方的風景或搖攝鏡頭。
雖然華倫向劇組人員承諾，拍攝中的任何問題都將在後製中解決，但後製工作的成效卻微乎其微。例如，場記板在片中幾幕中可見；整個九分鐘的開場鏡頭，包括主角開車四處尋找他們的旅館，幾乎沒有對話或情節，就是這種被劇組忽視的結果。華倫可能打算在這些鏡頭中加入片頭字幕，但不是忘記，就是缺乏後製預算。
1966年10月16日，首映前一個月，扮演托戈的雷諾茲用獵槍自殺身亡。當時他年僅25歲，成為唯一出演的電影。

## 發行

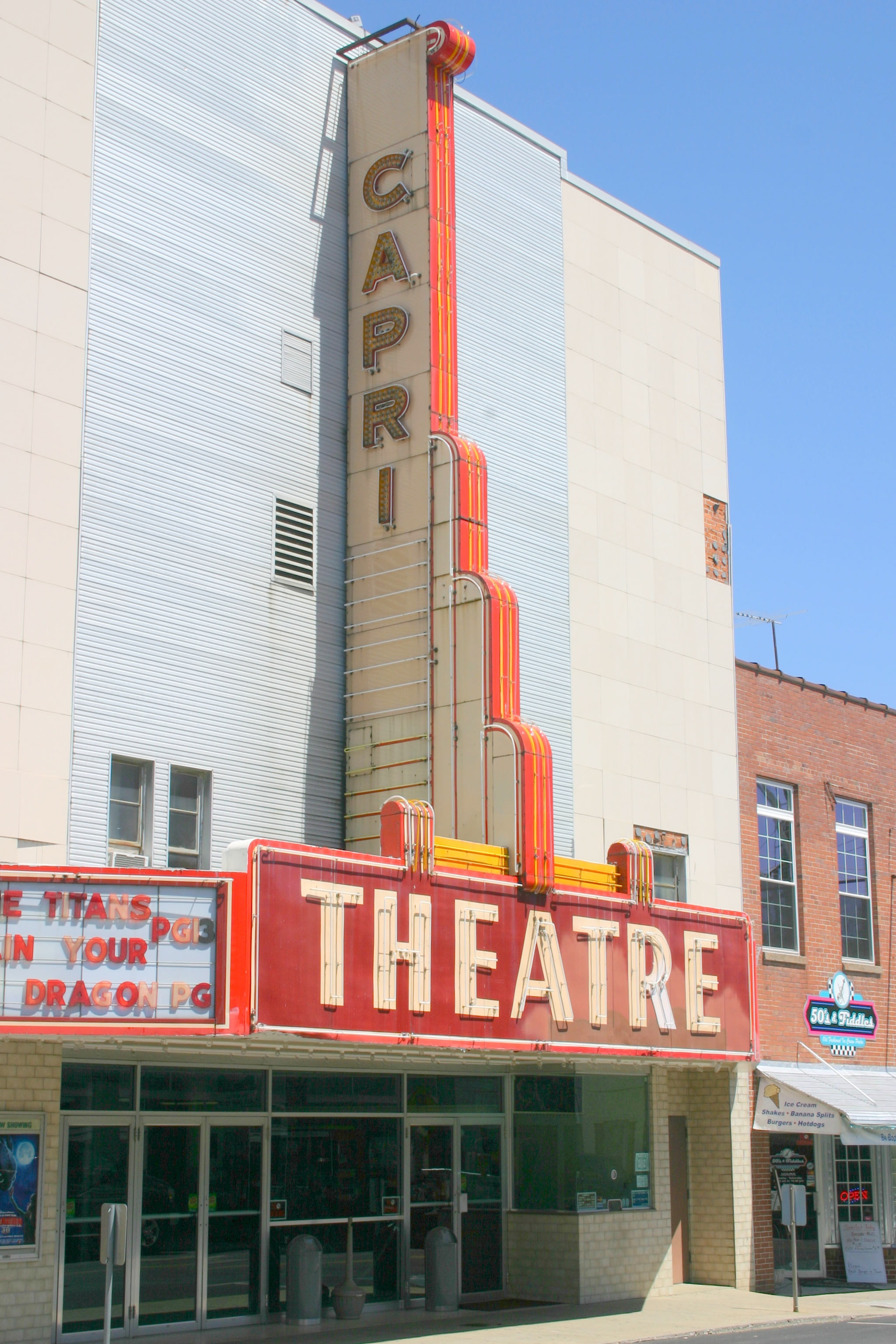
卡普里劇院（Capri Theater）

《魅影驚心》1966年11月15日在艾爾帕索當地的卡普里劇院首映，以為當地腦性麻痺基金募款。華倫租了一盞聚光燈並付錢租豪華轎車來接送演員，為首映會營造出好萊塢的氛圍。這輛豪華轎車載了一批人，然後繞著街區開去接另一批人。在首映會的整個放映過程中，飾演黛比（Debbie）的七歲女孩潔姬·內曼（Jackey Neyman）聽見自己在片中的聲音被別的女生取代時，在首映會上失望地哭了起來；瑪麗則都在嘲笑電影的荒謬之處。
首映後，華倫認為《魅影驚心》是史上最糟糕的電影，但對此感到自豪，更建議將其音頻重新配音為一部還過得去的喜劇。
電影由艾默生電影公司（Emerson Film Enterprises）短暫發行，並在卡普里劇院以及西德克薩斯和新墨西哥州的各家汽車戲院（包含拉斯克鲁塞斯）短期放映。官方票房數據不可考。潔姬·內曼獲得的唯一補償是輛自行車和用來餵她家狗的50磅狗粮。雖然電影反響不佳，但華倫藉此證明了自己有能力創作一整部電影，贏得了與西利芬特的賭注。

## 反響
《魅影驚心》在影評界及觀眾間皆獲得一致負評。首映後的第二天，《艾爾帕索先驅郵報》的影評人貝蒂·皮爾斯（Betty Pierce）形容電影為「勇敢的實驗」。她批評了片中的一些元素，例如可謂「英雄」的托戈被大師的妻子們「按摩致死」，還有瑪格麗特（Margaret）在陽光明媚的正午下聲稱「天黑了」。
本片之後，黛安·瑪麗之後更名為黛安·阿德爾森（Diane Adelson），繼續走模特兒事業且發展成功，但大多數演員和工作人員從未在另一部電影中出現過。華倫推銷了自寫的另一個劇本《狂野沙漠騎手》（Wild Desert Bikers）及其小說，但隨著《魅影驚心》的失敗，乏人問津。
《好萊塢頭號通緝犯》（Hollywood's Most Wanted）一書將《魅影驚心》列為「史上最糟糕的電影」名單中的亞軍，僅次於《外太空九號計劃》（1957年）。《娱乐周刊》同樣稱本片為「史上最糟糕的電影」。潔姬·內曼在現實中是主人演員湯姆·內曼的女兒，在片中出現了年僅七歲的她成為了主人妻子的橋段，這段情節被《神秘科學影院3000》全體人員列入「我們見過的最噁心一件事」。
在評論聚合網站爛番茄上，根據15條影評，電影的新鮮度為0%，平均評分為2.6／10。多年來，《魅影驚心》都是網路電影資料庫（IMDb）上評分最低的電影。截至2024年1月，成為了該網站上排名第二低的電影。

## 重新問世
在當地進行了幾次放映之後，《魅影驚心》幾乎被大眾遺忘。當潔姬·內曼就讀加利福尼亞大學柏克萊分校時，她的朋友想看電影，但找不到副本。1981年，攝影指導羅伯特·吉德里（Robert Guidry）的前妻帕特·艾利斯·泰勒（Pat Ellis Taylor）在報紙上發表文章稱，本片很可能在當地一家電視台持有，且「列在電影目錄頁面的底部，標示租金為20美元」。電影以16釐米拷貝片的形式重新問世，大概來自於電視台的電視套餐，多家公共領域電影供應商將其引入家庭影視收藏集之中。最終，這些供應商之一向喜劇中心提供了本片。《魅影驚心》裝在1992年寄給法蘭克·康尼夫的一套電影包裹中，當時他選上了《魅影驚心》，作為在B級片嘲笑節目《神秘科學影院3000》放映的電影之一。

### 《神秘科學影院3000》及

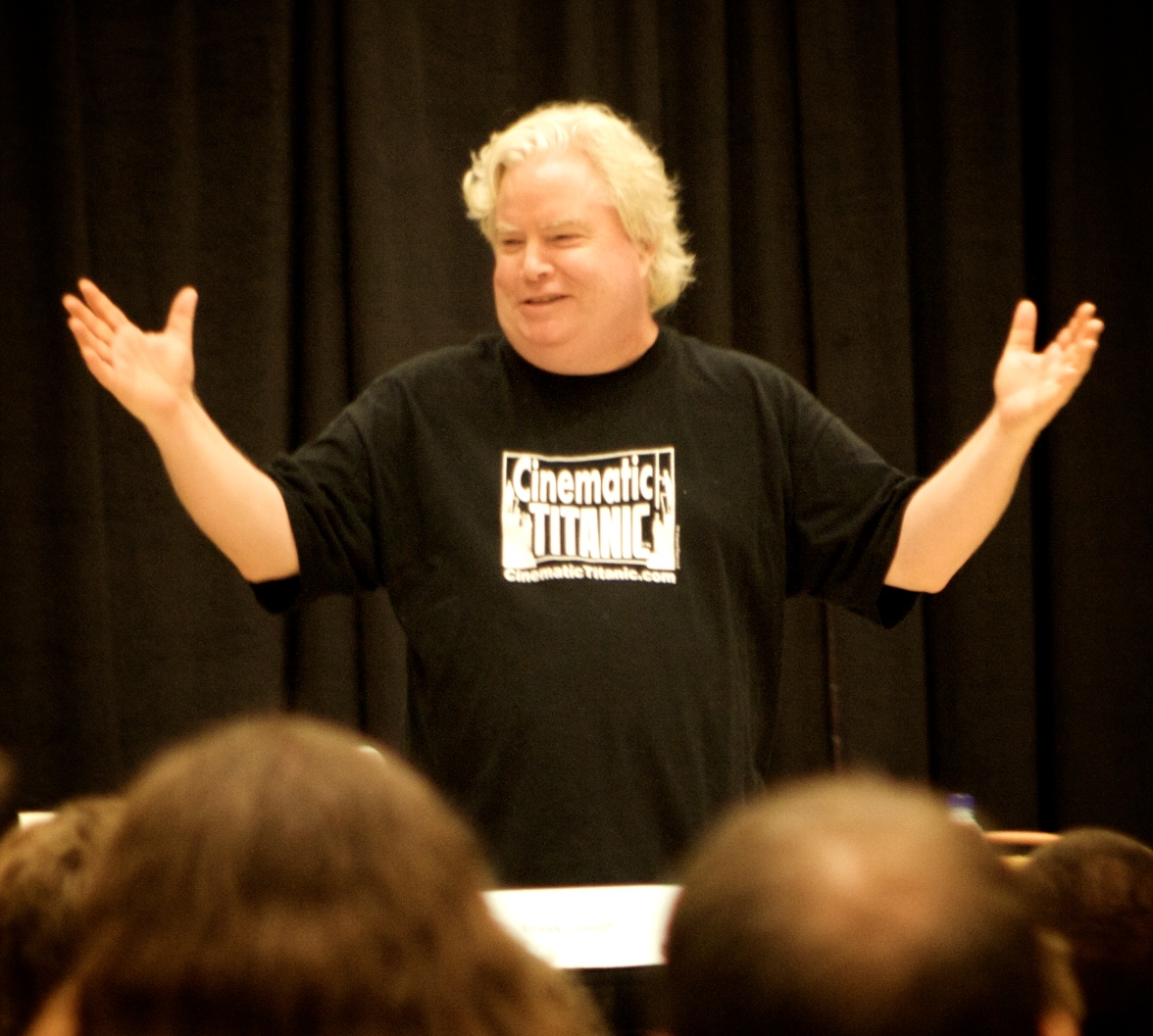
法蘭克·康尼夫1992年選擇《魅影驚心》作為《神秘科學影院3000》的主題

1993年1月30日，《魅影驚心》出現在《神秘科學影院3000》（簡稱）第四季結局中，該節目講述了一群船員被兩名瘋狂科學家囚禁在外太空，並被迫觀看糟糕電影的故事。在節目中，《魅影驚心》的糟糕程度超出了以往的片子，主持人們都難以下嚥。康尼夫選上了《魅影驚心》來在節目中放映；他通常負責預先放映並選擇由當時的節目頻道喜劇中心發送給他們的電影，而《魅影驚心》則是他從最近發送的一批電影中隨機抽取的一盤磁帶。他覺得這部電影「你無法肯定，但看起來可能有反人類的特質」，加上那種「情調、氛圍」很適合節目。《魅影驚心》一集被《娛樂周刊》和CraveOnline網站列入的最佳劇集行列，且的這集解析了原本晦澀難懂的電影，但仍導致《魅影驚心》在IMDb網站的用戶投票中被認為是極糟的電影之一。同節目的凱文·墨菲後來宣稱：「這部電影中的一些東西讓我起雞皮疙瘩，我討厭《魅影驚心》，比我們為RiffTrax或《神秘科學影院》拍過的任何其他電影更加討厭，甚至更勝科爾曼·法蘭西斯的片子。」在2008年圣地亚哥国际漫画展的問答環節中，有人向的演員和編劇詢問，他們心中是否有任何一部比《魅影驚心》更糟的電影，許多人回覆：《娃娃新娘》（1938年）。
在2012年8月16日的RiffTrax美國各地影院同步直播的現場活動中，《魅影驚心》再度被重溫。是班底麥克·尼爾森（Mike Nelson）、凱文·墨菲和比爾·科貝特的後續項目；雖然尼爾森和墨菲是重溫《魅影驚心》時的演員之一，但科貝特和編劇都沒有參與原版劇集；重溫內容都是新的笑話，並用上了原版《魅影驚心》的更加清晰版本，以便他們拿原劇集版不明顯的事物開玩笑。

### 邪典追捧
以此電影為賣點的劇集於2001年以DVD形式發售，2004年納入《神秘科學影院3000必看》（Mystery Science Theater 3000 Essentials）合集中。
臭名昭彰的《魅影驚心》逐漸獲得了知名度，並被小眾影迷嘲諷、追捧，而獲得邪典電影的地位。2005年，《洛杉磯時報》的丹·尼爾（Dan Neil）解釋了本片的吸引力：「在大概看了《魅影驚心》第十遍之後，我得出的結論是電影與人與人間的親密關係有關。因為電影就是華倫大腦的純粹切片——他身兼寫作、導演、製片人和主演，且容不下與他人的任何合作，《魅影驚心》相當於這人在電影中扭曲變形的潛意識。」《魅影驚心》愛好者鮑比·湯普森（Bobby Thompson）表示：「整部片就像一場火車失事；你無法將目光從其身上移開。」
《魅影驚心》已被改編成四部喜劇舞台劇。第一部2006年初在俄勒岡州波特蘭上演。第二部是於2007年10月推出的音樂劇《馬諾斯：命運搖滾歌劇》（Manos: Rock Opera of Fate）。第三部是的木偶音樂劇《馬諾斯—毛氈之手》（Manos: The Hands of Felt），2011年4月在西雅圖演出。在2013年5月透過Kickstarter活動籌資後，2013年8月在西雅圖再次演出《馬諾斯—毛氈之手》，並拍成DVD發行。第四部舞台劇2013年4月在俄勒岡州波特蘭演出。
2015年3月，電視劇《福爾摩斯與華生》的第三季第17集〈丁骨與冰人〉中，兇手利用托戈的身體特徵製作了假面部合成圖，以擺脫紐約市警察局的追查。這種方法一直有效，直到劇中角色瓊恩·華生醫生（Dr. Joan Watson）認出了電影中托戈的特徵。電影的剪輯師詹姆斯·蘇利文（James Sullivan）與該集的一個角色同名。

## 修復
2011年，佛羅里達州立大學電影學院畢業生班·索洛維（Ben Solovey）在一大堆16釐米電影底片中發現了《魅影驚心》的原版工作毛片。為了讓電影能發行藍光版本，索洛維宣布打算將其保存並修復。他為此展開了Kickstarter活動籌集了4.8萬美元，幾乎是原定目標的五倍。修復九成的成品片在艾爾帕索廣場劇院首映，距離1966年的原版首映的卡普里劇院很近。新修復版於2015年10月13日由突觸電影以藍光光碟形式發售，僅限藍光特典為「刑房」未修復版本。

### 版權糾紛
一般而言，1989年3月之前在美國首次出版的任何作品都需要版權聲明，否則該作品不受版權保護。《魅影驚心》因導演哈洛·P·華倫未能在片中包含版權聲明，而屬於公有領域。當索洛維復出的消息傳出時，導演之子喬·華倫（Joe Warren）開始探索《魅影驚心》不屬於公共領域的可能，試圖防止其他人從父親的作品中獲利。喬·華倫2013年發現劇本已獲得版權並在國會圖書館註冊，認為該版權範圍也適用於本片；但此案沒有先例，因此電影的法律地位尚不確定。索洛維在自己的修復版本上申請了版權，華倫認為這一行為無法執行，但並未對索洛維尋求任何法律訴訟。華倫對電影片名商標版權的取得待宣布，如果美国专利及商标局最終批准，這可能會影響各種同人作品。結果，該商標申請已於2018年12月6日被放棄，理由是「未能或過遲回應」。

### 其他家用媒體版本
尖叫工廠2011年發布了一套收錄和未剪輯版本的限定版DVD。Alpha Video發行了原版DVD，該公司也發行了其他主題電影的原版，例如《外層空間少年》（1959年）和《艾格阿》（1962年）。

## 電子遊戲
於2012年發布了一款改編自本片的iOS遊戲。隨後發布了Microsoft Windows和Android移植版。

## 衍生作

### 《馬諾斯：尋找山谷小屋》
2010年，編導老魯伯特·塔爾伯特·蒙克（Rupert Talbot Munch, Sr.）開始創作續集《馬諾斯：尋找山谷小屋》（Manos: The Search for Valley Lodge）。參與了原版拍攝的幾名演員回歸演出，包括湯姆·內曼及其女兒潔姬·內曼（或潔姬·內曼·瓊斯）、黛安·瑪麗和伯尼·羅森布魯姆（Bernie Rosenblum）。其他受邀演出人包括WWE明星金·史尼斯基、前WWE麗人兼《花花公子》內頁女郎瑪麗亞·卡內利斯，以及UFC拳擊手萊恩·吉莫。蒙克將飾演托戈。
2013年，內曼·瓊斯在與蒙克意見分歧後離開了電影；據報導，該項目到了2014年底已被取消。

### 《馬諾斯：托戈的崛起》
2013年，前傳計畫啟動，名為《馬諾斯：托戈的崛起》（Manos: The Rise of Torgo）。大衛·羅伊（David Roy）擔任編導，在原版電影中扮演黛比的潔姬·內曼·瓊斯回歸演出（飾演邪神馬諾斯）。電影2018年於串流媒體亞馬遜Prime上發行。

### 《馬諾斯歸來》
潔姬·內曼·瓊斯2016年2月發起了Kickstarter眾籌活動，以製作原版續集《馬諾斯歸來》。據內曼·瓊斯的說法，續集並非重演《魅影驚心》的劇情，而是對《魅影驚心》故事情節的「半開玩笑」；內曼·瓊斯將計畫中的作品描述為既有趣又可怕，類似於《兩傻大戰科學怪人》（1948年）及《屍營旅舍》（2011年）。
2016年2月24日，Kickstarter眾籌目標達到了2.4萬美元。電影由內曼·瓊斯主演，繼續飾演黛比；父親湯姆·內曼再次飾演主人；瑪麗也回歸飾演瑪格麗特。內曼·瓊斯和導演托尼亞·阿托米克（Tonjia Atomic）2016年夏天在俄勒岡州西部拍攝了本片。《馬諾斯歸來》2018年5月4日在西雅圖的Crypticon影展舉行全球首映。《馬諾斯歸來》2020年5月在亞馬遜Prime上線。

## 外部連結
- 互联网电影数据库（IMDb）上《魅影驚心》的资料（英文）
- AllMovie上《魅影驚心》的资料（英文）
- 爛番茄上《魅影驚心》的資料（英文）
- 潔姬·內曼·瓊斯的部落格 （页面存档备份，存于），她在其中分享了一些關於電影製作的故事
- 收藏的影片《魅影驚心》[更多内容]
- Bandcamp上完整的官方配樂 （页面存档备份，存于）
- RiffTrax在官方YouTube頻道上對臭名昭著的邪典電影進行評論 （页面存档备份，存于）